# Rebeliones filipinas contra España
Durante la colonización española de las Filipinas, varias rebeliones contra España fueron acometidas por varias razones. No obstante, se puede afirmar que todas estas rebeliones tuvieron como causa común, generalmente, las políticas represivas del gobierno colonial español contra los nativos filipinos.

## Rebelión de Pampanga (1585)
La Rebelión de Pampanga, ocurrida en 1585, fue emprendida por los líderes del pueblo pampango, quienes reclamaban por los abusos cometidos en su contra de parte de los encomenderos españoles. La rebelión incluía una trama para asaltar Intramuros, pero no se llevó a cabo, porque una filipina casada con un soldado español reportó el plan a las autoridades españolas. Por sus acciones, los líderes de la rebelión fueron ejecutados.

## Rebelión contra el Tributo (1589)
La Rebelión contra el Tributo ocurrió en las provincias actuales de Cagayán, Illocos Norte e Illocos Sur, en 1589. Los nativos, entre los cuales constaban los Illocanos y los Ibinag, se alzaron en armas contra los supuestos abusos cometidos por los recolectores de impuestos. El Gobernador General de las Filipinas, Santiago de Vera, envió tropas para pacificar a los rebeldes. Finalmente se les otorgó el perdón, junto con la reorganización del sistema de cobro de impuestos.

## Rebelión de Sumuroy (1649-1650)
En el actual pueblo de Palapag, en las Bisayas Orientales, Juan Ponce Sumuroy, un waray, y algunos de sus seguidores se alzaron en armas el 1 de junio de 1649 contra el sistema de polo y servicio aplicado en Samar. El polo consistía en que los nativos entre 16 y 60 años de edad con capacidad de trabajar debían servir forzosamente 40 días en obras públicas, tales como la construcción de puentes, iglesias, o la construcción o reparación naval (galeón).
El gobierno de Manila declaró que todos los nativos sujetos al polo no debían ser enviados a territorios distantes de sus lugares de residencia para hacer su polo. Sin embargo, bajo las órdenes de varios alcaldes, a los habitantes de Samar se los envió a los astilleros de Cavite para hacer su polo, razón por la cual se desencadenó la rebelión.
El sacerdote parroquial de Palapag fue asesinado y la rebelión se expandió a Mindanao, Bícol y el resto de las Bisayas, en especial en lugares tales como Cebú, Masbate, Camiguin, Zamboanga, Albay, Camarines y partes del Norte de Mindanao, como Surigao. También se estableció un gobierno independiente en las montañas de Samar.
La derrota, captura y ejecución de Sumuroy en junio de 1650 puso fin a la rebelión.

## Levantamiento de Tamblot (1621)
El levantamiento de Tamblot de 1621, fue una revuelta ocurrida en la isla Bohol y liderada por Tamblot, un babaylán (chamán o sacerdote tribal filipino). Fue básicamente un conflicto religioso. En effecto, los misioneros cristianos españoles llevaban décadas queriendo cristianizar a los filipinos nativos, que practicaban religiones antiguas como el culto anito. Tamblot exhortó al pueblo Malagabo a volver a la fe de sus antepasados y liberarse de la opresión española. La revuelta fue sofocada poco después.

## Rebelión de Dagohoy (1744-1829)
En 1744, en la actual provincia de Bohol, se produjo una rebelión liderada por Francisco Dagohoy. Luego de un duelo en el que murió el hermano de Dagohoy, el sacerdote de la parroquia local se negó a darle cristiana sepultura, afirmando que el participar en duelos es pecado mortal. Esta negativa finalmente terminó en la rebelión más duradera en la historia de las Filipinas: 85 años. También terminó en el establecimiento de un gobierno bolohano independiente.
Veinte Gobernadores generales, desde Juan Arrechederra hasta Manuel Ricafort Palacín y Ararca, fracasaron en su intento de detener la rebelión. Al finliazar la rebelión, en 1829, se les otorgó el perdón a los 19 000 rebeldes y se les permitió vivir en villas bolohanas, que se convirtieron en las municipalidades actuales de Balilihan, Batuan, Bilar, Catigbian y Sevilla.

## Rebelión Agraria (1745-1746)
La Rebelión Agraria abarcó los años 1745 y 1746, en gran parte de lo que en la actualidad es Calabarzón, y en Bulacán. Los hacendados locales se alzaron en armas contra la expropiación de sus tierras a manos de los frailes. Cuando estos últimos se negaron a devolver las tierras expropiadas, ocurrieron disturbios, que a la vez resultaron en el saqueo de conventos y el incendio intencional de ranchos e iglesias. El caso fue finalmente investigado por oficiales españoles e incluso fue atendido por la corte del rey Felipe IV, quien dictaminó la devolución de las tierras expropiadas. Sin embargo los frailes apelaron con éxito la sentencia y las tierras expropiadas no fueron devueltas.

## Rebelión Silang (1762-1763)

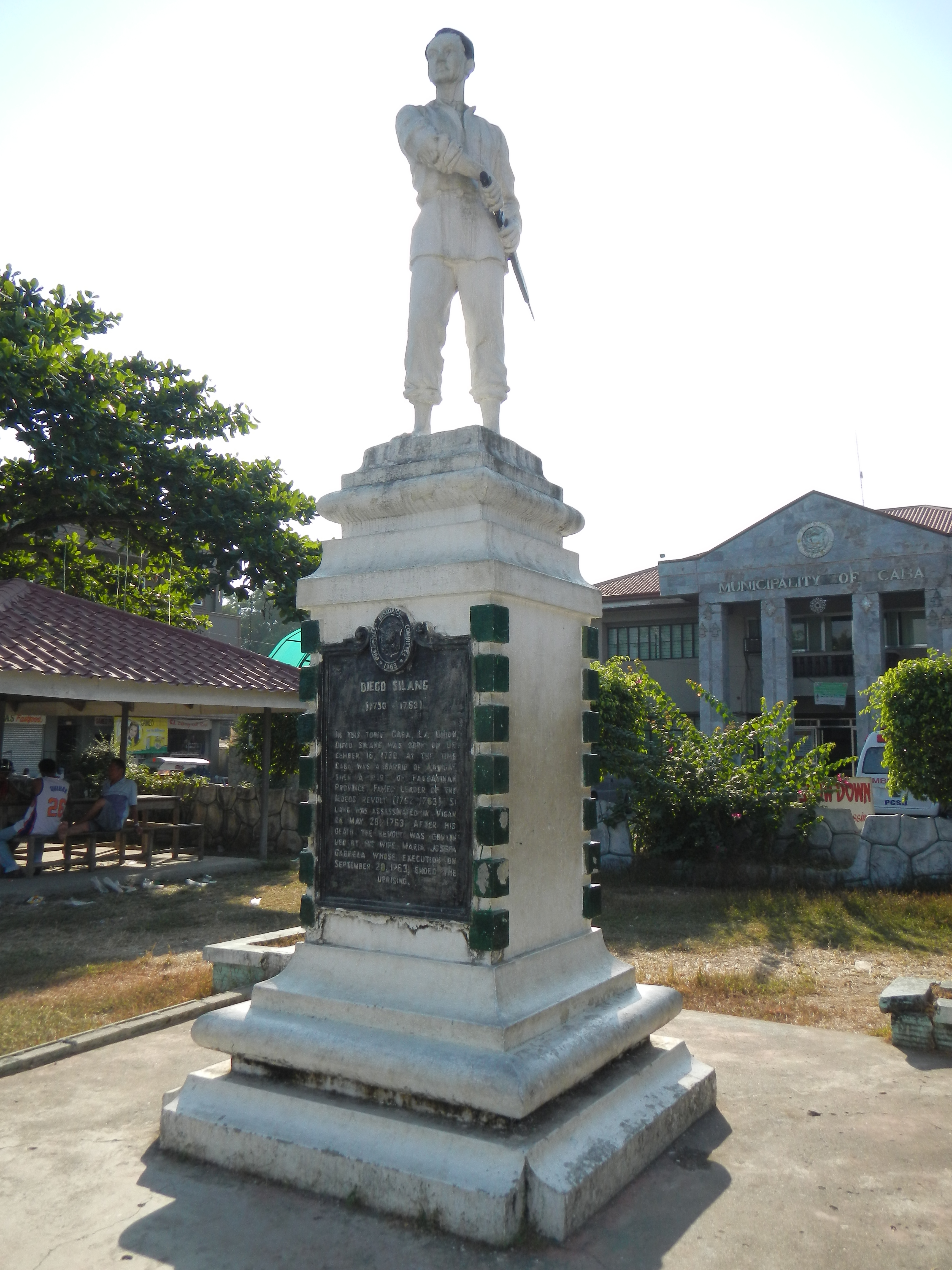
Estatua de Diego Silang en su ciudad natal, Caba, La Union.

Una de las rebeliones más famosas en la historia de las Filipinas fue la Rebelión Silang, de 1762 a 1763, dirigida por los esposos Diego y Gabriela Silang. A diferencia de las rebeliones anteriores, esta tuvo lugar durante la invasión británica de Manila.
El 14 de diciembre de 1762, Diego Silang declaró la independencia de Illocandia, llamando al nuevo estado "Illocos Libre" y proclamando a Vigan como su capital. Los británicos se enteraron de esta rebelión en Manila e incluso solicitaron la ayuda de Silang en su lucha contra los españoles.
Empero, Silang fue asesinado por Miguel Vicos el 28 de mayo de 1763, para obtener la recompensa. Murió en brazos de su esposa Gabriela, quien continuó su lucha, pero en última instancia fue vencida y ejecutada por las autoridades coloniales en Vigan, el 10 de septiembre de 1763.

## Rebelión del Basi (1807)

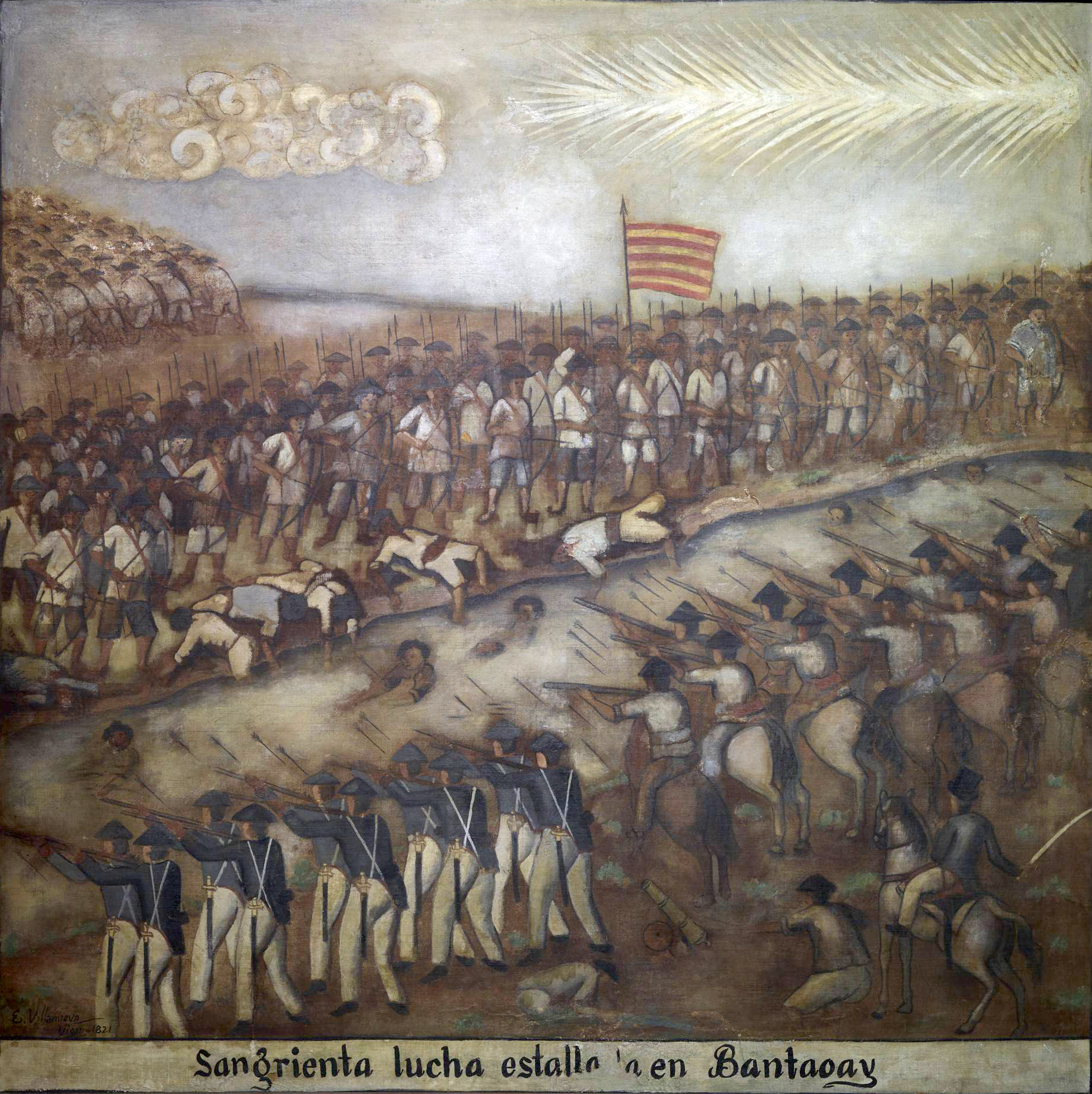
Rebelión del Basi

La Rebelión Basi (también conocida como Rebelión Ambaristo), duró del 16 al 28 de septiembre, de 1807. Fue liderada por Pedro Ambaristo, en el actual pueblo de Piddig en Illocos Norte.
En 1786 el gobierno colonial español expropió la manufactura y venta del basi, prohibiendo de hecho la fabricación privada del vino, costumbre de los locales. Así, los illocanos se vieron obligados a comprar el basi en los almacenes del Gobierno. Sin embargo los illocanos, amantes del vino, se rebelaron en Piddig el 16 de septiembre de 1807. La rebelión se expandió a otras poblaciones y duró semanas, pero fue reprimida por las tropas el 28 de septiembre.

## Rebelión de Pule (1840-1841)
La Rebelión de Pule ocurrió entre junio de 1840 y noviembre de 1841, y debe su nombre a su líder, Apolinario de la Cruz, también conocido como el "Hermano Pule".
De la Cruz inició su propia orden religiosa, la "Cofradía de San José" en Lucban, en la actual provincia de Quezón (entonces llamada Tayabas), Nueva Vizcaya, en junio de 1840. El Gobierno español prohibió la nueva orden, en especial por su desviación de las enseñanzas y rituales católicos ya que adaptaban los rituales y oraciones a las creencias locales filipinas. Pero para entonces miles de personas en Tayabas, Batangas, Laguna e inclusive Manila ya se habían unido a la nueva orden y De la Cruz se negaba a disolverla. En consecuencia, el Gobierno español envió tropas para clausurar la orden por la fuerza y De la Cruz y sus seguidores a tomar las armas para defenderla. La resistencia fue sangrienta en el último reducto de la orden, en el monte San Cristóbal, cerca del monte Banahaw en octubre de 1841. Finalmente Apolinario de la Cruz fue derrotado y ajusticiado el 4 de noviembre de 1841.
La rebelión tuvo consecuencias aun después de la muerte de De la Cruz ya que entre las tropas del regimiento de Tayabas había militares que tenían parientes miembros de la orden y que resultaron muertos durante la rebelión. El 20 de enero de 1843 parte de la tropa del regimiento se amotinó bajo las órdenes del sargento Irineo Samaniego capturando el Fuerte Santiago en Intramuros. Sin embargo, al siguiente día las puertas del Fuerte Santiago fueron abiertas por soldados leales, y tras una sangrienta batalla, los amotinados fueron derrotados, y Samaniego y 81 de sus seguidores fueron ejecutados el mismo día.

## Revolución filipina (1896-1898)
La Revolución filipina fue un conflicto armado entre el gobierno colonial español y los insurrectos filipinos del Katipunan, fundado por Andrés Bonifacio, que, si bien terminó con el dominio español sobre el archipiélago, sirvió como inicio de la guerra filipino-estadounidense (1899-1902).